# رابطة كوينزلاند الرياضيه للمدارس الثانوية للبنات
 رابطة كوينزلاند الرياضية للمدارس الثانوية للبنات (QGSSSA) هي رابطة رياضية للبنات من ثماني مدارس خاصة للبنات، ومدرسة خاصة مختلطة، ومدرسة عامة مختلطة، مقرها في بريسبين كويينز لاند استراليا والتي تأسست عام 1908 كرابطة الرياضة للمدارس الثانوية، ولقد بدأت المنافسة بين المدارس في عام 1909 في رياضة السباحة والتنس وكرة السلة، ويتم تقديم وعرض المسابقات للفتيات الذين تتراوح اعمارهم من 7 إلى 12

## التاريخ
ولقد تأسست الرابطة الرياضية للمدارس الثانوية في كوينز لاند في عام 1908 مع ثلاثة أعضاء: مدرسة بريسبين الثانوية للقواعد للبنات، ومدرسة بريسبين الثانوية للبنات (وتعرف الآن بسومرفيل هاوس) ومدرسة ايتون الثانوية (والتي تعتبر وتعرف الآن بمدرسة سان مارغريت الأنجليكانية للبنات)، وهنا بعض الأدلة التي تشير إلى ان كلية موريتون باي أيضا قد شاركت في المسابقات الرياضية في السنوات الأولى، وتم افتتاح الجمعية من قبل كونستانس هاركر المديرة المشاركة لدار سمورفيل، والتي كان هدفها " تعزيز روح ودية بين المدارس وفي الوقت نفسه تعميق وتعزيز الولاء الفردي للفتيات لمدارسهن "
وانضمت مدرسة ايبسوتيش الثانوية للبنات ومدرسة سانت هيلدا إلى الرابطة في عام 1911، وتليها مدرسة بيرسبين الثانوية الحكومية في عام 1921 , ومدرسة سانت ايدان الأنجليكانية للبنات في عام 1939، وكلية كلايفيلد في عام 1941، وكلية خليج مورتيون في عام 1945، وكلية سانت بيترز اللوثرية في عام 1946، ولقد كانت العديد من المدارس الأخرى أعضاء في رابطة كوينز لاند الرياضية للمدارس الثانوية للبنات في وقت ما - كلية جيرتون توومبا، والمدرسة الثانوية الحكومية الاتجارية، والمدرسة الثانوية الجامعية، ومدرسة وينوم الثانوية والكلية التقنية.

## المدارس

### الاعضاء
| مدرسة                                  | موقعك        | التسجيل | تأسست | فئة           | يوم / الصعود  | دخل عام </br> منافسة | ألوان المدرسة |
| -------------------------------------- | ------------ | ------- | ----- | ------------- | ------------- | -------------------- | ------------- |
| مدرسة بريسبين للبنات                   | تل الربيع    | ~ 1150  | 1875  | غير طائفي     | يوم           | 1908                 |               |
| مدرسة بريسبان الثانوية الحكومية        | جنوب بريسبان | ~ 3150  | 1921  | علماني        | يوم           | 1921                 |               |
| كلية كليفيلد                           | كلايفيلد     | ~ 945   | 1931  | توحيد الكنيسة | اليوم والصعود | 1941                 |               |
| مدرسة ايبسويتش الثانوية للبنات         | إبسويتش      | ~ 860   | 1892  | غير طائفي     | اليوم والصعود | 1911                 |               |
| كلية خليج موريتون                      | رجولي الغرب  | ~ 1,137 | 1901  | توحيد الكنيسة | يوم           | 1945                 |               |
| مدرسة سانت إيدان الأنجليكانية للبنات   | كوريندا      | ~ 857   | 1929  | الأنجليكانية  | يوم           | 1939                 |               |
| مدرسة سانت هيلدا                       | ساوثبورت     | ~ 1188  | 1912  | الأنجليكانية  | اليوم والصعود | 1911                 |               |
| مدرسة سانت مارغريت الأنجليكانية للبنات | أسكوت        | ~ 900   | 1895  | الأنجليكانية  | اليوم والصعود | 1908                 |               |
| كلية سانت بيترز اللوثرية               | إندوربيلي    | ~ 1,990 | 1945  | اللوثرية      | اليوم والصعود | 1946                 |               |
| بيت سمرفيل                             | جنوب بريسبان | ~ 1200  | 1899  | توحيد الكنيسة | اليوم والصعود | 1908                 |               |

(ملاحظة سنوات المشاركة في رابطة كوينز لاند الرياضية للمدارس الثانوية للبنات بين قوسين. )
- كلية جيرتون، توومبا (1908)
- المدرسة التجارية الحكومية الثانوية
- المدرسة الثانوية الجامعية
- مدرسة ويووم الثانوية والكلية التقنية

## الرياضات التي تم لعبها
- تنس الريشة
- كرة سلة
- كريكيت
- عبر البلاد
- جمباز (فني)
- الجمباز الإيقاعي
- الهوكي
- كرة الشبكة
- كرة القدم
- الكرة اللينة
- تنس
- لمس كرة القدم
- ألعاب القوى
- الكرة الطائرة
- سباحة

## رئيس تلميذات ريجاتا
سباحة

## وصلات خارجية
- http://www.ausport.gov.au/